# Vela Bluff
Das Vela Bluff ist ein großer und isolierter Nunatak im Palmerland auf der Antarktischen Halbinsel. Er markiert die einzig bekannte Route über den unteren Abschnitt des Ryder-Gletschers und ragt 8 km westlich der Canopus Crags sowie 18 km landeinwärts der Rymill-Küste auf.
Das UK Antarctic Place-Names Committee benannte den Nunatak am 21. Juli 1976 nach dem Sternbild Vela.